# Anton Anders Aurelius
Anton Anders Aurelius, född 25 december 1802 i Örtomta församling, Östergötlands län, död 13 april 1878 i Ekeby församling, Östergötlands län, var en svensk präst i Ekeby församling. Aurelius var bror till kyrkoherden Carl Adolf Aurelius.

## Biografi
Anton Anders Aurelius föddes 25 december 1802 i Örtomta socken. Han var son till prosten Nils Aurelius och Catharina Elisabeth Brunckman. Aurelius blev 1819 student vid Uppsala universitet och prästvigdes 28 april 1828. Han blev komminister 16 december 1837 i Ekeby församlingg och tillträdde 1839. Aurelius blev 26 maj 1854 kyrkoherde i församlingen och tillträdde 1855. Han blev 19 oktober 1859 prost och blev 1873 riddare (LVO) av Vasaorden. Aurelius avled 14 april 1878 i Ekeby socken.
Aurelius var bror till kyrkoherden Carl Adolf Aurelius.

### Familj
Aurelius gifte sig 18 september 1850 med Matilda Kristina Kastman (1827–1898), dotter till prosten Jonas Otto Kastman i Tingstads församling och Maria Gustava Cnattingius. De fick tillsammans barnen komministern Nils Otto Karl Anton Aurelius (1851–1882) i Ekeby församling, Claes Anders Gustaf Fredrik Aurelius (1852–1914), lantbruksbokhållaren Adolf Vilhelm Theodor Aurelius (född 1854), Hedvig Gustafva Elisabet Matilda Aurelius (1855–1869) och Hedvig Elisabet Maria Aurelius (1870–1877).